# Cézens
Cézens est une commune française, située dans le département du Cantal en région Auvergne-Rhône-Alpes.

## Géographie
La commune de Cézens, traversée par le 45e parallèle nord, est de ce fait située à égale distance du pôle Nord et de l'équateur terrestre (environ 5 000 km).
Commune du Massif central sur le Vezou, elle fait partie du parc naturel régional des Volcans d'Auvergne.
La commune de Cézens se situe sur le canton de Pierrefort, au sud-est du Cantal. D’une superficie de 43,2 km2, elle jouxte les communes de Paulhac, Cussac, Gourdièges, Oradour, Pierrefort et Brezons. Elle est traversée par deux cours d’eau, la Caïre et la Gazonne, tous deux affluents de l’Epie. On accède à Cézens en venant de Pierrefort, Brezons ou Murat par la D 65 et en venant de Saint Flour par la D 234.

### Communes limitrophes
Les communes limitrophes sont  Brezons, Cussac, Gourdièges, Neuvéglise-sur-Truyère, Paulhac et Pierrefort.
|         |                       | Paulhac                          |
| Brezons | Cézens                | Cussac                           |
|         | Pierrefort Gourdièges | Neuvéglise-sur-Truyère (Oradour) |

### Climat
Pour des articles plus généraux, voir Climat d'Auvergne-Rhône-Alpes et Climat du Cantal.
En 2010, le climat de la commune est de type climat de montagne, selon une étude du CNRS s'appuyant sur une série de données couvrant la période 1971-2000. En 2020, Météo-France publie une typologie des climats de la France métropolitaine dans laquelle la commune est exposée à un climat de montagne ou de marges de montagne et est dans la région climatique  Ouest et nord-ouest du Massif Central, caractérisée par une pluviométrie annuelle de 900 à 1 500 mm, maximale en automne et en hiver. 
Pour la période 1971-2000, la température annuelle moyenne est de 7,3 °C, avec une amplitude thermique annuelle de 15 °C. Le cumul annuel moyen de précipitations est de 1 216 mm, avec 11,6 jours de précipitations en janvier et 8 jours en juillet. Pour la période 1991-2020, la température moyenne annuelle observée sur la station météorologique de Météo-France la plus proche, sur la commune de Valuéjols à 10 km à vol d'oiseau, est de 8,7 °C et le cumul annuel moyen de précipitations est de 892,1 mm,. Pour l'avenir, les paramètres climatiques de la commune estimés pour 2050 selon différents scénarios d'émission de gaz à effet de serre sont consultables sur un site dédié publié par Météo-France en novembre 2022.

## Urbanisme

### Typologie
Au 1er janvier 2024, Cézens est catégorisée commune rurale à habitat très dispersé, selon la nouvelle grille communale de densité à 7 niveaux définie par l'Insee en 2022.
Elle est située hors unité urbaine et hors attraction des villes,.

### Occupation des sols
L'occupation des sols de la commune, telle qu'elle ressort de la base de données européenne d’occupation biophysique des sols Corine Land Cover (CLC), est marquée par l'importance des territoires agricoles (77,8 % en 2018), en augmentation par rapport à 1990 (75,5 %). La répartition détaillée en 2018 est la suivante : prairies (74,5 %), milieux à végétation arbustive et/ou herbacée (14,4 %), forêts (6,9 %), zones agricoles hétérogènes (3,3 %), zones urbanisées (0,8 %). L'évolution de l’occupation des sols de la commune et de ses infrastructures peut être observée sur les différentes représentations cartographiques du territoire : la carte de Cassini (XVIIIe siècle), la carte d'état-major (1820-1866) et les cartes ou photos aériennes de l'IGN pour la période actuelle (1950 à aujourd'hui).

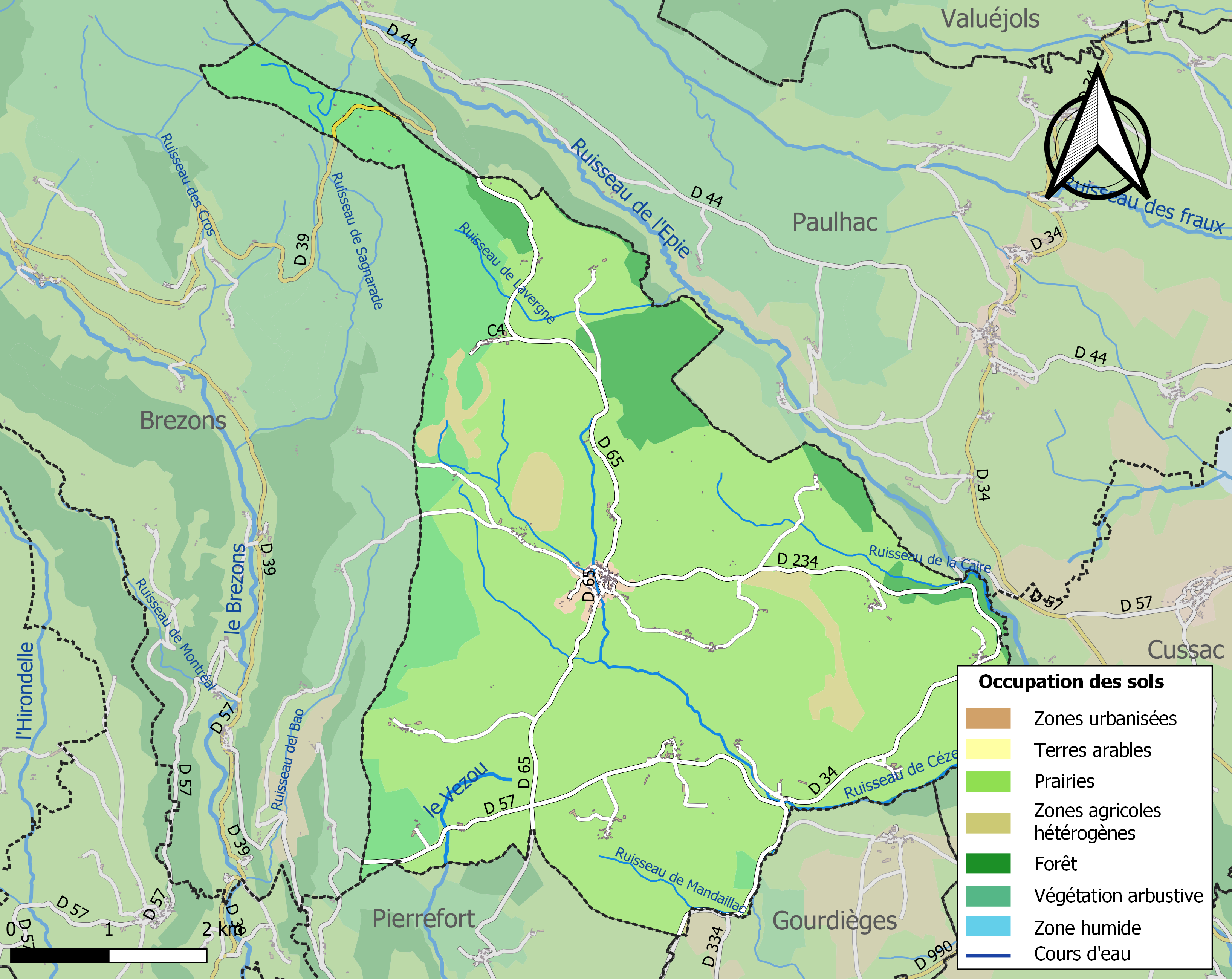
Carte des infrastructures et de l'occupation des sols de la commune en 2018 (CLC).

### Habitat et logement
En 2018, le nombre total de logements dans la commune était de 184, alors qu'il était de 180 en 2013 et de 176 en 2008.
Parmi ces logements, 51,1 % étaient des résidences principales, 40,2 % des résidences secondaires et 8,7 % des logements vacants. Ces logements étaient pour 98,4 % d'entre eux des maisons individuelles et pour 1,6 % des appartements.
Le tableau ci-dessous présente la typologie des logements à Cézens en 2018 en comparaison avec celle du Cantal et de la France entière. Une caractéristique marquante du parc de logements est ainsi une proportion de résidences secondaires et logements occasionnels (40,2 %) supérieure à celle du département (20,4 %) et à celle de la France entière (9,7 %). Concernant le statut d'occupation de ces logements, 90,4 % des habitants de la commune sont propriétaires de leur logement (91,4 % en 2013), contre 70,4 % pour le Cantal et 57,5 pour la France entière.
| Typologie                                               | Cézens | Cantal | France entière |
| ------------------------------------------------------- | ------ | ------ | -------------- |
| Résidences principales (en %)                           | 51,1   | 67,7   | 82,1           |
| Résidences secondaires et logements occasionnels (en %) | 40,2   | 20,4   | 9,7            |
| Logements vacants (en %)                                | 8,7    | 11,9   | 8,2            |

## Politique et administration

### Découpage territorial
La commune de Cézens est membre de l'intercommunalité Saint-Flour Communauté, un établissement public de coopération intercommunale (EPCI) à fiscalité propre créé le 1er janvier 2017 dont le siège est à Saint-Flour. Ce dernier est par ailleurs membre d'autres groupements intercommunaux.
Sur le plan administratif, elle est rattachée à l'arrondissement de Saint-Flour, à la circonscription administrative de l'État du Cantal et à la région Auvergne-Rhône-Alpes.
Sur le plan électoral, elle dépend du canton de Saint-Flour-2 pour l'élection des conseillers départementaux, depuis le redécoupage cantonal de 2014 entré en vigueur en 2015, et de la deuxième circonscription du Cantal  pour les élections législatives, depuis le dernier découpage électoral de 2010.

### Liste des maires
| Période                                  | Période   | Identité            | Étiquette | Qualité     |
| ---------------------------------------- | --------- | ------------------- | --------- | ----------- |
| Les données manquantes sont à compléter. |           |                     |           |             |
| ?                                        | 1970      | Antoine Vidalenc    |           |             |
| 1970                                     | mars 1971 | Jean Nozière        |           |             |
| mars 1971                                | mars 1977 | Auguste Bousquet    |           |             |
| mars 1977                                | mars 1989 | Jean Nozière        |           |             |
| mars 1989                                | mars 2001 | Joseph Masson       |           |             |
| mars 2001                                | mars 2008 | Roger Rolland       |           |             |
| mars 2008                                | mars 2014 | Mickaël Denis       |           |             |
| mars 2014                                | 2020      | André Angelvy       | DVD       | Agriculteur |
| 2020                                     | En cours  | Philippe de Laroche |           |             |

## Démographie
L'évolution du nombre d'habitants est connue à travers les recensements de la population effectués dans la commune depuis 1793. Pour les communes de moins de 10 000 habitants, une enquête de recensement portant sur toute la population est réalisée tous les cinq ans, les populations de référence des années intermédiaires étant quant à elles estimées par interpolation ou extrapolation. Pour la commune, le premier recensement exhaustif entrant dans le cadre du nouveau dispositif a été réalisé en 2007.

En 2022, la commune comptait 217 habitants, en évolution de −1,81 % par rapport à 2016 (Cantal : −1,08 %, France hors Mayotte : +2,11 %).
| 1793 | 1800  | 1806  | 1821  | 1831  | 1836  | 1841  | 1846 | 1851 |
| ---- | ----- | ----- | ----- | ----- | ----- | ----- | ---- | ---- |
| 952  | 1 051 | 1 085 | 1 029 | 1 066 | 1 066 | 1 017 | 988  | 953  |

| 1856 | 1861 | 1866 | 1872 | 1876 | 1881 | 1886 | 1891 | 1896 |
| ---- | ---- | ---- | ---- | ---- | ---- | ---- | ---- | ---- |
| 911  | 841  | 826  | 785  | 820  | 780  | 859  | 726  | 757  |

| 1901 | 1906 | 1911 | 1921 | 1926 | 1931 | 1936 | 1946 | 1954 |
| ---- | ---- | ---- | ---- | ---- | ---- | ---- | ---- | ---- |
| 714  | 708  | 678  | 650  | 600  | 586  | 574  | 555  | 619  |

| 1962 | 1968 | 1975 | 1982 | 1990 | 1999 | 2006 | 2007 | 2012 |
| ---- | ---- | ---- | ---- | ---- | ---- | ---- | ---- | ---- |
| 529  | 492  | 409  | 374  | 332  | 261  | 260  | 260  | 225  |

| 2017 | 2022 | - | - | - | - | - | - | - |
| ---- | ---- | - | - | - | - | - | - | - |
| 218  | 217  | - | - | - | - | - | - | - |

## Culture locale et patrimoine

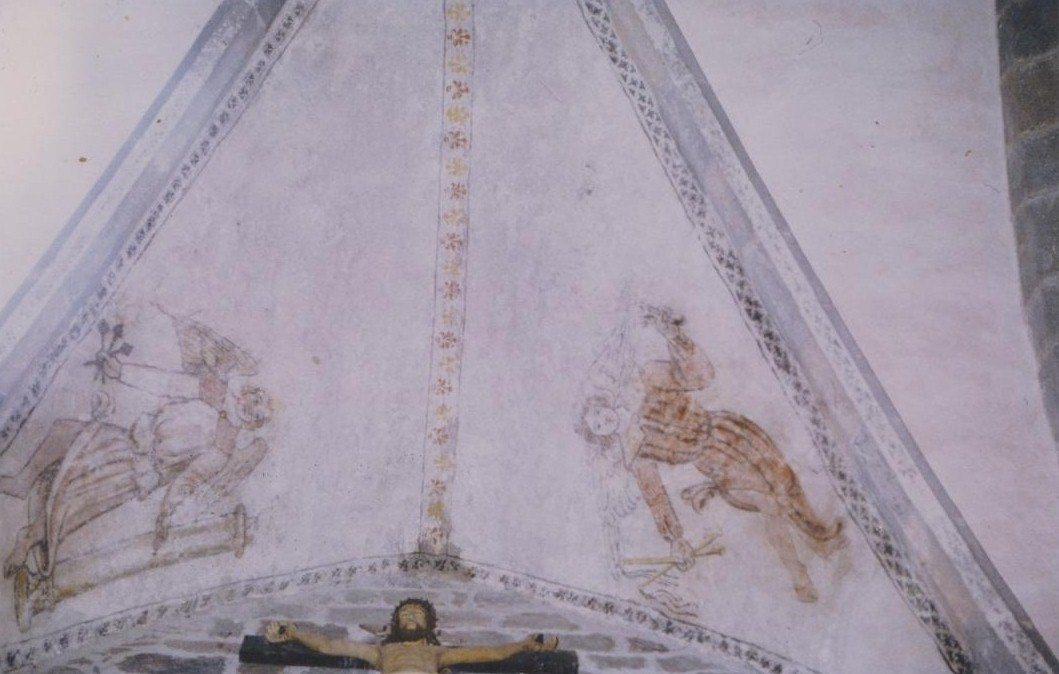
Peintures murales de la nef de l'église Saint-Germain.

### Lieux et monuments
- L'église Saint-Germain du XVe siècle avec un clocher-peigne ajouré de quatre arcades dont l'une des cloches est baptisée Jean-Antoinette du nom de deux des anciens habitants du village. Elle possède une nef à quatre travées et un chœur à cinq pans, décorés de peintures murales. Le bâtiment est classé aux monuments historiques depuis 1930[17].
- La croix du XVe siècle avec sur une face, représentation du Christ en croix. La croix est inscrite aux monuments historiques depuis 1930[18].

Le secteur nordique de Cézens dispose de plusieurs kilomètres de piste de ski de fond et raquettes à neige. Et la station de sports d'hiver et d'été de Prat de Bouc se situe à 10 kilomètres 
Les sommets de la commune :
- Puy Masso 1 375 mètres
- Puy de la Rode 1 197 mètres
- Puy de Neirebrousse 1 181 mètres
- Puy de Lanluc 1 162 mètres
- Puech de la Loubeyre 1 139 mètres
- Puech de la Caire ...

### Personnalités liées à la commune
- Claude Daude (ca 1686-1776) - Bourgeois de la commune au lieu-dit de Lalo, il est le père d'une lignée d'hommes de Loi qui ont sillonné le Cantal et l'Aveyron dont Claude Daude.
- Jean Daude (1749-1827), député élu du tiers état, du bailliage de Saint-Flour.
- Louis Amagat (1847-1890), homme politique, député du Cantal de 1881 à 1890.
- René Kippeurt (1902-1937), pilote automobile. La famille de son épouse est originaire de Cézens. Il y est inhumé.
- Bernard Conte (1931-1995), artiste peintre né à Cézens.